# Puchar Świata w biathlonie 1990/1991
Puchar Świata w biathlonie 1990/1991 to 14. sezon w historii tej dyscypliny sportu. Pierwsze zawody odbyły się 13 grudnia 1990 r. we francuskim Les Saisies, zaś sezon zakończył się 17 marca 1991 w kanadyjskim Canmore. Najważniejszą imprezą sezonu były mistrzostwa świata w Lahti.
Klasyfikację generalną pań wygrała Swietłana Dawydowa z ZSRR. Druga w klasyfikacji była Kanadyjka Myriam Bédard, a trzecie miejsce zajęła Norweżka Anne Elvebakk. Dawydowa wygrała też klasyfikację biegu indywidualnego, a w klasyfikacji sprintu najlepsza była Niemka Uschi Disl. W Pucharze Narodów triumfowały Niemki.
Wśród panów triumf odniósł reprezentant ZSRR, Siergiej Czepikow, który wyprzedził Niemca Marka Kirchnera i reprezentującego Włochy Andreasa Zingerle. Klasyfikację sprintu także wygrał Czepikow, a w klasyfikacji biegu indywidualnego najlepszy był Kirchner. W Pucharze Narodów triumfowali Włosi.

## Kalendarz
- Les Saisies – 13 - 16 grudnia 1990
- Ruhpolding – 17 - 20 stycznia 1991
- Anterselva – 24 - 27 stycznia 1991
- Oberhof – 31 stycznia - 3 lutego 1991
- Lahti – 19 - 24 lutego 1991 (MŚ)
- Holmenkollen – 7 - 10 marca 1991
- Canmore – 14 - 17 marca 1991

## Mężczyźni

### Wyniki
| 1. Les Saisies, 13.12.1990 – 16.12.1990 | 1. Les Saisies, 13.12.1990 – 16.12.1990 | 1. Les Saisies, 13.12.1990 – 16.12.1990                                     | 1. Les Saisies, 13.12.1990 – 16.12.1990                            | 1. Les Saisies, 13.12.1990 – 16.12.1990                                        |
| Data                                    | Konkurencja                             | miejsce                                                                     | miejsce                                                            | miejsce                                                                        |
| --------------------------------------- | --------------------------------------- | --------------------------------------------------------------------------- | ------------------------------------------------------------------ | ------------------------------------------------------------------------------ |
| 13 grudnia 1990                         | Bieg indywidualny (20 km)               | Siergiej Czepikow                                                           | Anatolij Żdanowicz                                                 | Frank-Peter Roetsch                                                            |
| 15 grudnia 1990                         | Sprint (10 km)                          | Siergiej Czepikow                                                           | Frank Luck                                                         | Andreas Zingerle                                                               |
| 16 grudnia 1990                         | Sztafeta (4 × 7,5 km)                   | ZSRR Walerij Noskow · Jurij Kaszkarow · Siergiej Czepikow · Aleksandr Popow | Norwegia Geir Einang · Sverre Istad · Jon Åge Tyldum · Gisle Fenne | Włochy Wilfried Pallhuber · Hubert Leitgeb · Johann Passler · Andreas Zingerle |

| 2. Ruhpolding, 17.1.1991 – 20.1.1991 | 2. Ruhpolding, 17.1.1991 – 20.1.1991 | 2. Ruhpolding, 17.1.1991 – 20.1.1991                                                 | 2. Ruhpolding, 17.1.1991 – 20.1.1991                                        | 2. Ruhpolding, 17.1.1991 – 20.1.1991                                   |
| Data                                 | Konkurencja                          | miejsce                                                                              | miejsce                                                                     | miejsce                                                                |
| ------------------------------------ | ------------------------------------ | ------------------------------------------------------------------------------------ | --------------------------------------------------------------------------- | ---------------------------------------------------------------------- |
| 17 stycznia 1991                     | Bieg indywidualny (20 km)            | Pieralberto Carrara                                                                  | Andreas Zingerle                                                            | Eirik Kvalfoss                                                         |
| 19 stycznia 1991                     | Sprint (10 km)                       | Siergiej Tarasow                                                                     | Pieralberto Carrara                                                         | Frode Løberg                                                           |
| 20 stycznia 1991                     | Drużynowo (20 km)                    | ZSRR Siergiej Tarasow · Walerij Miedwiedcew · Anatolij Żdanowicz · Siergiej Czepikow | Włochy Elmar Mutschlechner · Edmund Zitturi · Simon Demetz · Hubert Leitgeb | Norwegia Ivar Ulekleiv · Geir Einang · Sylfest Glimsdal · Frode Løberg |

| 3. Anterselva, 24.1.1991 – 27.1.1991 | 3. Anterselva, 24.1.1991 – 27.1.1991 | 3. Anterselva, 24.1.1991 – 27.1.1991                                          | 3. Anterselva, 24.1.1991 – 27.1.1991                                                | 3. Anterselva, 24.1.1991 – 27.1.1991                           |
| Data                                 | Konkurencja                          | miejsce                                                                       | miejsce                                                                             | miejsce                                                        |
| ------------------------------------ | ------------------------------------ | ----------------------------------------------------------------------------- | ----------------------------------------------------------------------------------- | -------------------------------------------------------------- |
| 24 stycznia 1991                     | Bieg indywidualny (20 km)            | Aleksandr Popow                                                               | Siergiej Czepikow                                                                   | Christian Dumont                                               |
| 26 stycznia 1991                     | Sprint (10 km)                       | Siergiej Czepikow                                                             | Andreas Zingerle                                                                    | Mark Kirchner                                                  |
| 27 stycznia 1991                     | Sztafeta (4 × 7,5 km)                | ZSRR Jurij Kaszkarow · Aleksandr Popow · Siergiej Tarasow · Siergiej Czepikow | Włochy Pieralberto Carrara · Johann Passler · Wilfried Pallhuber · Andreas Zingerle | Niemcy Ricco Groß · Frank Luck · Mark Kirchner · Fritz Fischer |

| 4. Oberhof, 31.1.1991 – 3.2.1991 | 4. Oberhof, 31.1.1991 – 3.2.1991 | 4. Oberhof, 31.1.1991 – 3.2.1991                               | 4. Oberhof, 31.1.1991 – 3.2.1991                                                | 4. Oberhof, 31.1.1991 – 3.2.1991                                      |
| Data                             | Konkurencja                      | miejsce                                                        | miejsce                                                                         | miejsce                                                               |
| -------------------------------- | -------------------------------- | -------------------------------------------------------------- | ------------------------------------------------------------------------------- | --------------------------------------------------------------------- |
| 31 stycznia 1991                 | Bieg indywidualny (20 km)        | Mark Kirchner                                                  | Frank Luck                                                                      | Pieralberto Carrara                                                   |
| 2 lutego 1991                    | Sprint (10 km)                   | Frank Luck                                                     | Ricco Groß                                                                      | Andreas Zingerle                                                      |
| 3 lutego 1991                    | Sztafeta (4 × 7,5 km)            | Niemcy Ricco Groß · Frank Luck · Mark Kirchner · Fritz Fischer | Włochy Pieralberto Carrara · Johann Passler · Hubert Leitgeb · Andreas Zingerle | Norwegia Sverre Istad · Ivar Ulekleiv · Jon Åge Tyldum · Frode Løberg |

| Mistrzostwa świata Lahti, 19.2.1991 - 24.2.1991 | Mistrzostwa świata Lahti, 19.2.1991 - 24.2.1991 | Mistrzostwa świata Lahti, 19.2.1991 - 24.2.1991                               | Mistrzostwa świata Lahti, 19.2.1991 - 24.2.1991                               | Mistrzostwa świata Lahti, 19.2.1991 - 24.2.1991                                      |
| Data                                            | Konkurencja                                     | miejsce                                                                       | miejsce                                                                       | miejsce                                                                              |
| ----------------------------------------------- | ----------------------------------------------- | ----------------------------------------------------------------------------- | ----------------------------------------------------------------------------- | ------------------------------------------------------------------------------------ |
| 19 lutego 1991                                  | Sprint (10 km)                                  | Mark Kirchner                                                                 | Frank Luck                                                                    | Eirik Kvalfoss                                                                       |
| 21 lutego 1991                                  | Drużynowo (20 km)                               | Włochy Hubert Leitgeb · Gottlieb Taschler · Simon Demetz · Wilfried Pallhuber | Norwegia Sverre Istad · Jon Åge Tyldum · Ivar Ulekleiv · Frode Løberg         | ZSRR Anatolij Żdanowicz · Walerij Miedwiedcew · Siergiej Tarasow · Siergiej Czepikow |
| 23 lutego 1991                                  | Sztafeta (4 × 7,5 km)                           | Niemcy Ricco Groß · Frank Luck · Mark Kirchner · Fritz Fischer                | ZSRR Jurij Kaszkarow · Aleksandr Popow · Siergiej Tarasow · Siergiej Czepikow | Norwegia Geir Einang · Eirik Kvalfoss · Jon Åge Tyldum · Gisle Fenne                 |
| 24 lutego 1991                                  | Bieg indywidualny (20 km)                       | Mark Kirchner                                                                 | Aleksandr Popow                                                               | Eirik Kvalfoss                                                                       |

| 6. Holmenkollen, 7.3.1991 – 10.3.1991 | 6. Holmenkollen, 7.3.1991 – 10.3.1991 | 6. Holmenkollen, 7.3.1991 – 10.3.1991                                           | 6. Holmenkollen, 7.3.1991 – 10.3.1991                              | 6. Holmenkollen, 7.3.1991 – 10.3.1991                              |
| Data                                  | Konkurencja                           | miejsce                                                                         | miejsce                                                            | miejsce                                                            |
| ------------------------------------- | ------------------------------------- | ------------------------------------------------------------------------------- | ------------------------------------------------------------------ | ------------------------------------------------------------------ |
| 7 marca 1991                          | Bieg indywidualny (20 km)             | Mark Kirchner                                                                   | Franz Schuler                                                      | Stéphane Bouthiaux                                                 |
| 9 marca 1991                          | Sprint (10 km)                        | Geir Einang                                                                     | Siergiej Tarasow                                                   | Frode Løberg                                                       |
| 10 marca 1991                         | Sztafeta (4 × 7,5 km)                 | ZSRR Walerij Kirijenko · Siergiej Czepikow · Siergiej Tarasow · Aleksandr Popow | Norwegia Geir Einang · Eirik Kvalfoss · Frode Løberg · Gisle Fenne | Niemcy Ricco Groß · André Sehmisch · Mark Kirchner · Fritz Fischer |

| 7. Canmore, 14.3.1991 – 17.3.1991 | 7. Canmore, 14.3.1991 – 17.3.1991 | 7. Canmore, 14.3.1991 – 17.3.1991                                  | 7. Canmore, 14.3.1991 – 17.3.1991                                       | 7. Canmore, 14.3.1991 – 17.3.1991                                             |
| Data                              | Konkurencja                       | miejsce                                                            | miejsce                                                                 | miejsce                                                                       |
| --------------------------------- | --------------------------------- | ------------------------------------------------------------------ | ----------------------------------------------------------------------- | ----------------------------------------------------------------------------- |
| 14 marca 1991                     | Bieg indywidualny (20 km)         | Hervé Flandin                                                      | Patrice Bailly-Salins                                                   | Josh Thompson                                                                 |
| 16 marca 1991                     | Sprint (10 km)                    | Eirik Kvalfoss                                                     | Hubert Leitgeb                                                          | Mark Kirchner                                                                 |
| 17 marca 1991                     | Drużynowo (20 km)                 | Niemcy Ricco Groß · André Sehmisch · Mark Kirchner · Fritz Fischer | Norwegia Frode Løberg · Jon Åge Tyldum · Sylfest Glimsdal · Gisle Fenne | Włochy Hubert Leitgeb · Gottlieb Taschler · Simon Demetz · Wilfried Pallhuber |

### Klasyfikacje
| Miejsce | Zawodnik            | Punkty |
| ------- | ------------------- | ------ |
| 1.      | Siergiej Czepikow   | 191    |
| 2.      | Mark Kirchner       | 183    |
| 3.      | Andreas Zingerle    | 174    |
| 4.      | Frank Luck          | 156    |
| 5.      | Pieralberto Carrara | 147    |
| 6.      | Gisle Fenne         | 144    |
| 7.      | Ricco Groß          | 119    |
| 8.      | Wilfried Pallhuber  | 118    |
| 9.      | Franz Schuler       | 115    |
| 10.     | Siergiej Tarasow    | 114    |

| Miejsce | Zawodnik              | Punkty |
| ------- | --------------------- | ------ |
| 11.     | Eirik Kvalfoss        | 108    |
| 12.     | Frode Løberg          | 108    |
| 13.     | Hubert Leitgeb        | 106    |
| 14.     | Patrice Bailly-Salins | 104    |
| 15.     | Fritz Fischer         | 103    |
| 16.     | Jon Åge Tyldum        | 100    |
| 17.     | Geir Einang           | 98     |
| 18.     | Christian Dumont      | ?      |
| 19.     | André Sehmisch        | ?      |
| 20.     | Johann Passler        | ?      |

| Miejsce | Zawodnik              | Punkty |
| ------- | --------------------- | ------ |
| 1.      | Mark Kirchner         | 99     |
| 2.      | Siergiej Czepikow     | 87     |
| 3.      | Andreas Zingerle      | 79     |
| 4.      | Gisle Fenne           | 79     |
| 5.      | Patrice Bailly-Salins | 74     |
| 6.      | Pieralberto Carrara   | 73     |

| Miejsce | Zawodnik          | Punkty |
| ------- | ----------------- | ------ |
| 1.      | Siergiej Czepikow | 104    |
| 2.      | Andreas Zingerle  | 95     |
| 3.      | Siergiej Tarasow  | 90     |
| 4.      | Frank Luck        | 86     |
| 5.      | Mark Kirchner     | 84     |
| 6.      | Geir Einang       | 79     |

| Miejsce | Reprezentacja | Punkty |
| ------- | ------------- | ------ |
| 1.      | Włochy        | 5682   |
| 2.      | Niemcy        | 5659   |
| 3.      | Francja       | 5383   |
| 4.      | Norwegia      | 5288   |
| 5.      | ZSRR          | 4557   |
| 6.      | Austria       | 4269   |

## Kobiety

### Wyniki
| 1. Les Saisies, 13.12.1990 – 16.12.1990 | 1. Les Saisies, 13.12.1990 – 16.12.1990 | 1. Les Saisies, 13.12.1990 – 16.12.1990             | 1. Les Saisies, 13.12.1990 – 16.12.1990                   | 1. Les Saisies, 13.12.1990 – 16.12.1990                      |
| Data                                    | Konkurencja                             | miejsce                                             | miejsce                                                   | miejsce                                                      |
| --------------------------------------- | --------------------------------------- | --------------------------------------------------- | --------------------------------------------------------- | ------------------------------------------------------------ |
| 13 grudnia 1990                         | Bieg indywidualny (15 km)               | Jelena Gołowina                                     | Swietłana Dawydowa                                        | Irina Agałakowa                                              |
| 15 grudnia 1990                         | Sprint (7,5 km)                         | Uschi Disl                                          | Jelena Mielnikowa                                         | Kerstin Moring                                               |
| 16 grudnia 1990                         | Sztafeta (3 × 7,5 km)                   | Niemcy Uschi Disl · Kerstin Moring · Antje Misersky | Norwegia Signe Trosten · Anne Elvebakk · Synnøve Thoresen | Finlandia Tuija Vuoksiala · Pirjo Mattila · Seija Hyytiäinen |

| 2. Ruhpolding, 17.1.1991 – 20.1.1991 | 2. Ruhpolding, 17.1.1991 – 20.1.1991 | 2. Ruhpolding, 17.1.1991 – 20.1.1991                                         | 2. Ruhpolding, 17.1.1991 – 20.1.1991                                         | 2. Ruhpolding, 17.1.1991 – 20.1.1991                                    |
| Data                                 | Konkurencja                          | miejsce                                                                      | miejsce                                                                      | miejsce                                                                 |
| ------------------------------------ | ------------------------------------ | ---------------------------------------------------------------------------- | ---------------------------------------------------------------------------- | ----------------------------------------------------------------------- |
| 17 stycznia 1991                     | Bieg indywidualny (15 km)            | Jelena Gołowina                                                              | Véronique Claudel                                                            | Antje Misersky                                                          |
| 19 stycznia 1991                     | Sprint (7,5 km)                      | Myriam Bédard                                                                | Uschi Disl                                                                   | Swietłana Dawydowa                                                      |
| 20 stycznia 1991                     | Drużynowo (15 km)                    | ZSRR Jelena Mielnikowa · Jelena Gołowina · Anfisa Riezcowa · Irina Agałakowa | Norwegia Synnøve Thoresen · Signe Trosten · Anne Elvebakk · Unni Kristiansen | Finlandia Sari Lähde · Tuija Sikiö · Tuija Vuoksiala · Seija Hyytiäinen |

| 3. Anterselva, 24.1.1991 – 27.1.1991 | 3. Anterselva, 24.1.1991 – 27.1.1991 | 3. Anterselva, 24.1.1991 – 27.1.1991                    | 3. Anterselva, 24.1.1991 – 27.1.1991           | 3. Anterselva, 24.1.1991 – 27.1.1991                   |
| Data                                 | Konkurencja                          | miejsce                                                 | miejsce                                        | miejsce                                                |
| ------------------------------------ | ------------------------------------ | ------------------------------------------------------- | ---------------------------------------------- | ------------------------------------------------------ |
| 24 stycznia 1991                     | Bieg indywidualny (15 km)            | Swietłana Dawydowa                                      | Petra Schaaf                                   | Anne Elvebakk                                          |
| 26 stycznia 1991                     | Sprint (7,5 km)                      | Anne Elvebakk                                           | Grete Ingeborg Nykkelmo                        | Irina Agałakowa                                        |
| 27 stycznia 1991                     | Sztafeta (3 × 7,5 km)                | ZSRR Jelena Biełowa · Jelena Gołowina · Irina Agałakowa | Niemcy Uschi Disl · Inga Kesper · Petra Schaaf | Szwecja Inger Björkbom · Christina Eklund · Mia Stadig |

| 4. Oberhof, 31.1.1991 – 3.2.1991 | 4. Oberhof, 31.1.1991 – 3.2.1991 | 4. Oberhof, 31.1.1991 – 3.2.1991               | 4. Oberhof, 31.1.1991 – 3.2.1991                             | 4. Oberhof, 31.1.1991 – 3.2.1991                                   |
| Data                             | Konkurencja                      | miejsce                                        | miejsce                                                      | miejsce                                                            |
| -------------------------------- | -------------------------------- | ---------------------------------------------- | ------------------------------------------------------------ | ------------------------------------------------------------------ |
| 31 stycznia 1991                 | Bieg indywidualny (15 km)        | Myriam Bédard                                  | Uschi Disl                                                   | Anne Elvebakk                                                      |
| 2 lutego 1991                    | Sprint (7,5 km)                  | Elin Kristiansen                               | Yvonne Visser                                                | Hildegunn Fossen                                                   |
| 3 lutego 1991                    | Sztafeta (3 × 7,5 km)            | Niemcy Uschi Disl · Inga Kesper · Petra Schaaf | Norwegia Signe Trosten · Hildegunn Fossen · Unni Kristiansen | Czechosłowacja Petra Nosková · Jiřina Adamičková · Jana Vápeníková |

| Mistrzostwa świata Lahti, 19.2.1991 - 24.2.1991 | Mistrzostwa świata Lahti, 19.2.1991 - 24.2.1991 | Mistrzostwa świata Lahti, 19.2.1991 - 24.2.1991                                   | Mistrzostwa świata Lahti, 19.2.1991 - 24.2.1991                                 | Mistrzostwa świata Lahti, 19.2.1991 - 24.2.1991                                 |
| Data                                            | Konkurencja                                     | miejsce                                                                           | miejsce                                                                         | miejsce                                                                         |
| ----------------------------------------------- | ----------------------------------------------- | --------------------------------------------------------------------------------- | ------------------------------------------------------------------------------- | ------------------------------------------------------------------------------- |
| 19 lutego 1991                                  | Sprint (7,5 km)                                 | Grete Ingeborg Nykkelmo                                                           | Swietłana Dawydowa                                                              | Jelena Gołowina                                                                 |
| 21 lutego 1991                                  | Drużynowo (15 km)                               | ZSRR Jelena Biełowa · Jelena Gołowina · Swietłana Paramygina · Swietłana Dawydowa | Bułgaria Marija Manołowa · Siłwana Błagoewa · Nadeżda Aleksiewa · Iwa Szkodrewa | Norwegia Synnøve Thoresen · Signe Trosten · Hildegunn Fossen · Unni Kristiansen |
| 23 lutego 1991                                  | Sztafeta (3 × 7,5 km)                           | ZSRR Jelena Biełowa · Jelena Gołowina · Swietłana Dawydowa                        | Norwegia Grete Ingeborg Nykkelmo · Anne Elvebakk · Elin Kristiansen             | Niemcy Uschi Disl · Kerstin Moring · Antje Misersky                             |
| 24 lutego 1991                                  | Bieg indywidualny (15 km)                       | Petra Schaaf                                                                      | Grete Ingeborg Nykkelmo                                                         | Iwa Szkodrewa                                                                   |

| 5. Holmenkollen, 7.3.1991 – 10.3.1991 | 5. Holmenkollen, 7.3.1991 – 10.3.1991 | 5. Holmenkollen, 7.3.1991 – 10.3.1991             | 5. Holmenkollen, 7.3.1991 – 10.3.1991                     | 5. Holmenkollen, 7.3.1991 – 10.3.1991                               |
| Data                                  | Konkurencja                           | miejsce                                           | miejsce                                                   | miejsce                                                             |
| ------------------------------------- | ------------------------------------- | ------------------------------------------------- | --------------------------------------------------------- | ------------------------------------------------------------------- |
| 7 marca 1991                          | Bieg indywidualny (15 km)             | Antje Misersky                                    | Myriam Bédard                                             | Swietłana Dawydowa                                                  |
| 9 marca 1991                          | Sprint (7,5 km)                       | Grete Ingeborg Nykkelmo                           | Uschi Disl                                                | Swietłana Dawydowa                                                  |
| 10 marca 1991                         | Sztafeta (3 × 7,5 km)                 | Niemcy Uschi Disl · Antje Misersky · Petra Schaaf | ZSRR Jelena Biełowa · Nadieżda Tałanowa · Irina Agałakowa | Norwegia Grete Ingeborg Nykkelmo · Anne Elvebakk · Elin Kristiansen |

| 6. Canmore, 14.3.1991 – 17.3.1991 | 6. Canmore, 14.3.1991 – 17.3.1991 | 6. Canmore, 14.3.1991 – 17.3.1991                                           | 6. Canmore, 14.3.1991 – 17.3.1991                                  | 6. Canmore, 14.3.1991 – 17.3.1991                                               |
| Data                              | Konkurencja                       | miejsce                                                                     | miejsce                                                            | miejsce                                                                         |
| --------------------------------- | --------------------------------- | --------------------------------------------------------------------------- | ------------------------------------------------------------------ | ------------------------------------------------------------------------------- |
| 14 marca 1991                     | Bieg indywidualny (15 km)         | Elin Kristiansen                                                            | Swietłana Dawydowa                                                 | Myriam Bédard                                                                   |
| 16 marca 1991                     | Sprint (7,5 km)                   | Swietłana Dawydowa                                                          | Myriam Bédard                                                      | Elin Kristiansen                                                                |
| 17 marca 1991                     | Drużynowo (15 km)                 | Kanada Gillian Hamilton · Inger-Kristin Berg · Lise Meloche · Myriam Bédard | Niemcy Antje Misersky · Petra Schaaf · Kerstin Moring · Uschi Disl | Norwegia Hildegunn Fossen · Anne Elvebakk · Synnøve Thoresen · Elin Kristiansen |

### Klasyfikacje
| Miejsce | Zawodniczka        | Punkty |
| ------- | ------------------ | ------ |
| 1.      | Swietłana Dawydowa | 204    |
| 2.      | Myriam Bédard      | 192    |
| 3.      | Anne Elvebakk      | 178    |
| 4.      | Uschi Disl         | 174    |
| 5.      | Antje Misersky     | 162    |
| 6.      | Petra Schaaf       | 150    |
| 7.      | Elin Kristiansen   | 137    |
| 8.      | Véronique Claudel  | 130    |
| 9.      | Irina Agałakowa    | 115    |
| 10.     | Inga Kesper        | 115    |

| Miejsce | Zawodniczka             | Punkty |
| ------- | ----------------------- | ------ |
| 11.     | Jelena Gołowina         | 108    |
| 12.     | Kerstin Moring          | 107    |
| 13.     | Synnøve Thoresen        | 104    |
| 14.     | Hildegunn Fossen        | ?      |
| 15.     | Jana Vápeníková         | ?      |
| 16.     | Grete Ingeborg Nykkelmo | ?      |
| 17.     | Iwa Szkodrewa           | ?      |
| 18.     | Kerryn Pethybridge      | ?      |
| 19.     | Nadeżda Aleksiewa       | ?      |
| 20.     | Signe Trosten           | ?      |

| Miejsce | Zawodniczka        | Punkty |
| ------- | ------------------ | ------ |
| 1.      | Swietłana Dawydowa | 106    |
| 2.      | Myriam Bédard      | 99     |
| 3.      | Antje Misersky     | 92     |
| 4.      | Anne Elvebakk      | 91     |
| 5.      | Véronique Claudel  | 81     |
| 6.      | Petra Schaaf       | 74     |

| Miejsce | Zawodniczka        | Punkty |
| ------- | ------------------ | ------ |
| 1.      | Uschi Disl         | 102    |
| 2.      | Swietłana Dawydowa | 98     |
| 3.      | Myriam Bédard      | 93     |
| 4.      | Anne Elvebakk      | 87     |
| 5.      | Petra Schaaf       | 76     |
| 6.      | Elin Kristiansen   | 73     |

| Miejsce | Reprezentacja | Punkty |
| ------- | ------------- | ------ |
| 1.      | Niemcy        | ?      |
| 2.      | Norwegia      | ?      |
| 3.      | Francja       | ?      |
| 4.      |               |        |
| 5.      |               |        |
| 6.      |               |        |